# Ivan Nikolajevič Anikejev
Ivan Nikolajevič Anikejev (rusko Ива́н Hикола́евич Анике́ев), ruski vojaški pilot in kozmonavt, * 12. februar 1933, Liski, Voroneška gubernija, Sovjetska zveza (danes Voroneška oblast, Rusija), † 20. avgust 1992,  Bežeck, Tverska oblast, Rusija.
Anikejev je končal letalsko šolo in služboval v Letalstvu vojne mornarice. Leta 1960 so ga izbrali za vesoljski polet. 7. marca 1960 je bil izbran v prvi odred kozmonavtov Sovjetske zveze. Pripravo na vesoljski polet je zaključil na plovilu Vostok. 3. aprila 1961 je opravil izpit, 4. aprila pa je postal kozmonavt. Zaradi prekršitve vojaške discipline so ga skupaj s Filatjevom  17. aprila 1963 odpustili iz odreda. Anikejev, Filatjev in Neljubov, vsi trije že kozmonavti, so se v pijanem stanju uprli vojaški varnostni patrulji. Častniki patrulje so hoteli pozabiti na vse skupaj, če bi se kozmonavti opravičili, vendar je Neljubov to zavrnil, in stvar so prijavili nadrejenim.
Po odpustu iz kozmonavtskega odreda je Anikejev naprej služboval v Vojno-letalskih silah. Do odpovedi je letel in bil navigacijski častnik.